# Azeta imbuta
Azeta imbuta är en fjärilsart som beskrevs av Walker 1869. Azeta imbuta ingår i släktet Azeta och familjen nattflyn. Inga underarter finns listade i Catalogue of Life.